# 莫里森鎮區 (明尼蘇達州艾特金縣)
莫里森鎮區（英語：Morrison Township）是位於美國明尼蘇達州艾特金縣的一個行政鎮區。

## 地方資料
莫里森鎮區的面積為94.90平方千米，當中陸地面積為93.20平方千米，而水域面積為1.70平方千米。根據2020年美國人口普查的數據，當地共有人口180人，而人口密度為每平方千米1.9人。